# Andora na Mistrzostwach Europy w Lekkoatletyce 2014
Andora na Mistrzostwach Europy w Lekkoatletyce 2014 – reprezentacja Andory podczas Mistrzostw Europy w Zurychu liczyła dwóch zawodników.

## Występy reprezentantów Andory

### Mężczyźni

#### Konkurencje biegowe
| Konkurencja   | Zawodnik    | Eliminacje | Eliminacje | Półfinał | Półfinał | Finał    | Finał | Źródło |
| Konkurencja   | Zawodnik    | Rezultat   | Poz.       | Rezultat | Poz.     | Rezultat | Poz.  | Źródło |
| ------------- | ----------- | ---------- | ---------- | -------- | -------- | -------- | ----- | ------ |
| Bieg na 200 m | Mikel de Sa | 22,54      | 30.        | NQ       | NQ       | NQ       | NQ    | [ 1 ]  |

### Kobiety

#### Konkurencje biegowe
| Konkurencja   | Zawodniczka         | Eliminacje | Eliminacje | Półfinał | Półfinał | Finał    | Finał | Źródło |
| Konkurencja   | Zawodniczka         | Rezultat   | Poz.       | Rezultat | Poz.     | Rezultat | Poz.  | Źródło |
| ------------- | ------------------- | ---------- | ---------- | -------- | -------- | -------- | ----- | ------ |
| Bieg na 100 m | Estefania Sebastian | 12,46      | 35.        | NQ       | NQ       | NQ       | NQ    | [ 2 ]  |